# Caryanda triodontoides
Caryanda triodontoides är en insektsart som beskrevs av Meng, Z. och G. Xi 2008. Caryanda triodontoides ingår i släktet Caryanda och familjen gräshoppor. Inga underarter finns listade i Catalogue of Life.